# Conus auratinus
Espèce
Statut de conservation UICN

 DD  : Données insuffisantes
Conus auratinus est une espèce de mollusques gastéropodes marins de la famille des Conidae.
Comme toutes les espèces du genre Conus, ces escargots sont prédateurs et venimeux. Ils sont capables de « piquer » les humains et doivent donc être manipulés avec précaution, voire pas du tout.

## Description
La taille de la coquille varie entre 55 mm et 120 mm.

## Distribution
Cette espèce est présente dans le centre et l'ouest de l'océan Pacifique.

### Niveau de risque d’extinction de l’espèce
Selon l'analyse de l'UICN réalisée en 2011 pour la définition du niveau de risque d'extinction, cette espèce est endémique à l'archipel des Tuamotu et on sait peu de choses sur l'état de sa population, son habitat, son écologie ou les menaces potentielles qui pèsent sur elle. Comme il faut plus de données pour être certain, cette espèce a été évaluée comme étant insuffisamment documentée.

## Taxonomie

### Publication originale
L'espèce Conus auratinus a été décrite pour la première fois en 1982 par le malacologiste américain António José da Motta (d) (1913-2003) dans la publication intitulée « Publicações Ocasionais da Sociedade Portuguesa de Malacologia »,.

### Synonymes
- Conus (Darioconus) auratinus da Motta, 1982 · appellation alternative
- Conus aulicus  var. roseus G. B. Sowerby I, 1834 · non accepté (invalide : homonyme junior)
- invalide : junior homonym of Conus roseus Fischer von Waldheim, 1807
- Darioconus auratinus (da Motta, 1982) · non accepté

## Identifiants taxonomiques
Chaque taxon catalogué par les bases de données biologiques et taxonomiques possède un identifiant qui permet d'établir un point de référence. Les identifiants de Conus auratinus dans les principales bases sont les suivants :
CoL : XWY2 - GBIF : 6509726 - iNaturalist : 431846 - IRMNG : 11783408 - NCBI : 528162 - TAXREF : 155460 - UICN : 192432 - 